# لؤي بن غالب
لؤي بن غالب، الجد الثامن للنبي محمد بن عبد الله.

## نسبه
- هو : لؤي بن غالب بن فهر بن مالك بن النضر بن كنانة بن خزيمة بن مدركة بن إلياس بن مضر بن نزار بن معد بن عدنان.[1]
- أمه : اختلف المؤرخون في تسمية أمه على قولين:

1. عاتكة بنت يخلد بن النضر بن كنانة بن خزيمة بن مدركة بن إلياس بن مضر بن نزار بن معد بن عدنان.
2. سلمى بنت عمرو بن لحي بن قمعة بن خندف بن مضر بن نزار بن معد بن عدنان.

## زوجاته
- مارية بنت كعب بن القين بن جسر بن شيع الله بن أسد بن وبرة بن تغلب بن حلوان بن عمران بن الحاف بن قضاعة.
- الباردة بنت عوف بن تميم بن عبد الله بن عفان بن عوف بن غنم بن عبد الله بن غطفان بن سعد بن قيس عيلان بن مضر بن نزار بن معد بن عدنان.
- بسرة بنت الغالب ابن الهون بن خزيمة[2]

## أولاده
- كعب بن لؤي
- عامر بن لؤي
- عمرو بن لؤي، ولدغته أفعى وهو صغير فقتلته.[3]

وقيل أيضا:
- سامة بن لؤي
- سعد بن لؤي
- عوف بن لؤي
- خزيمة بن لؤي
- الحارث بن لؤي